# Мери Кеј Плејс
Мери Кеј Плејс (енгл. Mary Kay Place; Талса, САД, 23. септембар 1947) америчка је глумица, певачица, режисерка и сценаристкиња.
Најпознатија је по улози Лорете Хагерс у серији Мери Хартман, Мери Хартман, за коју је добила Еми награду. Као Лорета Хагерс снимила је и један албум у издању издавачке куће Columbia Records. Песма Baby Boy са овог албума постала је кантри хит, ушавши у америчку топ 10 листу кантри музике.